# ルパート・ランド
ルパート・ランド（Rupert's Land）は、北米大陸（主に現在のカナダ）において、19世紀にイングランドの勅許会社であるハドソン湾会社が所有していた広大な私有地のことである。ハドソン湾会社の初代総督であったカンバーランド公ルパートにちなんで名付けられた。

## 経緯

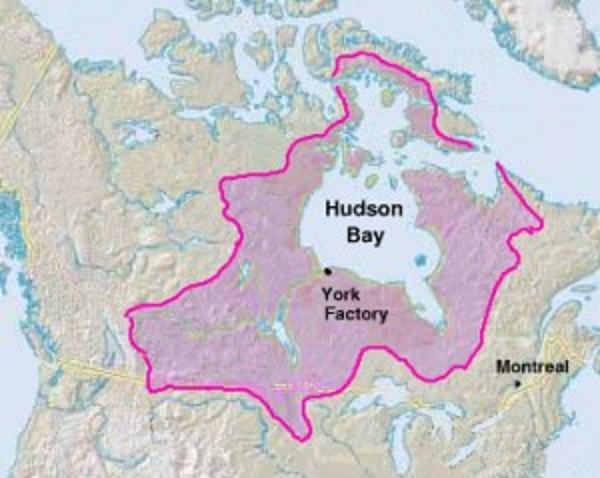
ルパート・ランド

イングランド王チャールズ2世から勅許されたことにより、ハドソン湾会社はハドソン湾およびハドソン湾に注ぐすべての河川の流域を含む390万平方kmの広大な土地（現在のカナダの1/3にあたる）に対する独占権を得た。
1821年にはモントリオールを拠点とした北西会社（Northewest Company）とハドソン湾会社は合併し、この土地はさらに北極海及び北太平洋まで拡張した。
1870年、独占交易権は撤廃され、この土地は起業家に公開された。ハドソン湾会社はこの土地をカナダ連邦（Dominion of Canada）政府に譲渡し、北西領土（North-Western Territory)と併せて、ノースウェスト準州（Northwest Territories）となった。準州はその後、マニトバ州ほか多くの州が創設され分割されたり、ケベック州など周辺の州に領域を削られたりして、現在の領域になっており、現在のノースウェスト準州の領域のうち、ルパート・ランドに由来する部分は少ない。
ルパート・ランドはカナダのプレーリー地区および北極圏を傘下に置くカナダ聖公会の教区として、またマニトバ州の主教管区名として残っている。